# Ernst z Hohenbergu
Arnošt Alfons František Ignác Josef Maria Antonín, kníže z Hohenbergu (německy Ernst Alfons Franz Ignaz Joseph Maria Anton Fürst von Hohenberg) (27. května 1904 zámek Konopiště v Čechách – 5. března 1954 Štýrský Hradec) byl druhorozený syn následníka trůnu Františka Ferdinanda d’Este a jeho morganatické manželky Žofie Chotkové.
Dne 25. května 1936 se ve Vídni oženil s Marie Therese Wood (1910–1985), dcerou George Jervise Wooda a hraběnky Rosy Lónyay z Nagy-Lónyay a Vásáros-Namény.

## Potomci
- Franz Ferdinand (kníže) (14. března 1937 – 8. srpna 1978) ⚭ 1964 Heide Zechling (* 4. ledna 1941)
- Ernst Georg (kníže) (* 1. března 1944),
⚭ 1973 Patricia Caesar (* 12. června 1950), rozvod 1999
⚭ 2007 Margareta Anna Ndisi (* 26. listopadu 1959)